# William Hunter Workman
William Hunter Workman (Worcester, 16 febbraio 1847 – Newton, 10 ottobre 1937) è stato un medico, geografo ed esploratore statunitense.

## Biografia
Era il marito di Fanny Bullock-Workman. È lui che fece innamorare la moglie dell'alpinismo. Insieme attraversarono la Spagna, la Svizzera, la Francia, l'Italia, l'Algeria e l'India. In India, attraversano l'Himalaya e il Karakorum. Lì, William praticò spesso la sua professione medica per sopravvivere durante questi lunghi e pericolosi viaggi in cui trasportavano circa 9 chili di bagagli sulla loro moderna bicicletta.